# Il birraio di Preston (opera)
Il birraio di Preston è un'opera in tre atti di Luigi Ricci, su libretto di Francesco Guidi. La prima rappresentazione ebbe luogo al Teatro della Pergola di Firenze il 4 febbraio 1847.
Lo scrittore Andrea Camilleri nel 1995 pubblicò un romanzo con lo stesso titolo, la cui trama trae spunto da una contestata rappresentazione di quest'opera.

## Trama

### Atto I
Nella sua birreria di Preston, Daniele annuncia agli operai che il giorno stesso verrà celebrato il matrimonio con la fidanzata Effy. Daniele ordina a Bob di organizzare la festa.
Daniele è in attesa che giunga a festeggiare con lui il anche fratello Giorgio, un tenente dell'esercito che non vede da due anni. Giorgio e Daniele sono fratelli gemelli assolutamente identici.
La festa viene rovinata dall'arrivo del sergente Tobia, che annuncia che Giorgio è sparito dal campo ed è accusato di diserzione. Tobia, molto amico di Giorgio che un giorno gli ha salvato la vita, lo sta inutilmente cercando per convincerlo a rientrare, prima che venga condannato a morte. Daniele decide di partire con Effy e Tobia, per recarsi al campo dal generale Murgrave a chiedere clemenza per il fratello.

### Atto II
Al campo, dove è prossima la sentenza di condanna per Giorgio, il generale Murgrave viene contattato dal capitano Oliviero. Oliviero spiega che la sorella Anna è stata sedotta da un ufficiale di Murgrave, che poi è fuggito senza sposarla. Anna è rattristata ma ama ancora il seduttore: da un ritratto in suo possesso Oliviero e Murgrave capiscono che si tratta di Giorgio.
Quando Daniele giunge al campo viene scambiato per il fratello, così si decide che interpreterà la parte di Giorgio, salvandolo col finto ritorno prima che venga emessa la condanna a morte. Daniele, impacciato e pauroso, si adegua malvolentieri.
Daniele viene scambiato per Giorgio anche da Anna e Oliviero. Oliviero vorrebbe sfidarlo a duello, mentre Anna lo accoglie amorevolmente. Daniele pensa che Anna sia la sorella di Oliviero e la tratta con dolcezza suscitando la gelosia di Effy. Anna crede che Effy sia un'amante di Giorgio, per la quale Giorgio sarebbe fuggito.
A porre fine alla catena di equivoci giunge l'annuncio di una prossima battaglia. Daniele è terrorizzato e vorrebbe rifiutarsi di prendervi parte, ma Tobia, temendo che l'inganno venga scoperto, lo costringe a partire.

### Atto III
Daniele, grazie alla prontezza del cavallo di Giorgio, è uscito vincitore dalla battaglia e viene acclamato come un eroe al castello di Windsor. Murgrave sceglie Daniele, con disappunto di quest'ultimo, per la prossima pericolosa missione.
Effy e Tobia cercano di convincere Murgrave a non far partire Daniele, adducendo urgenti affari di famiglia. Anche Anna e Oliviero vorrebbero impedire la partenza di Daniele, la prima per poterlo sposare, il secondo ancora desideroso di affrontarlo in duello. Daniele deve destreggiarsi tra Anna ed Effy, tra le quali continuano i battibecchi. A complicare la situazione giunge un ordine del re, che ha dato il suo consenso alle nozze tra Anna e il presunto Giorgio, ed esige che si svolgano subito.
Fortunatamente, Tobia porta una buona notizia: Giorgio non aveva disertato, ma era stato catturato dai nemici. Ora è fuggito e sta tornando. Giorgio giunge appena in tempo per sostituirsi segretamente al fratello prima che si celebri il matrimonio con Anna. Daniele, nuovamente in abiti civili, può così tornare serenamente all'amore di Effy.

## Struttura dell'opera

### Atto Primo
- Preludio
- Introduzione e Coro - Amici, alla fabbrica
- Cavatina - Di monete ho un qualche sacco (Daniele)
- Recitativo - O Bob, mi affido a te
- Canzonetta - La vecchia Magge (Effy)
- Scena e Duetto - Questa viva somiglianza (Effy, Daniele)
- Finale I

### Atto secondo
- Scena e Cavatina - Anna si stempra in lagrime (Oliviero)
- Coro e Terzetto - Presto, presto, andiamo, andiamo (Daniele, Tobia, Effy)
- Canzone - Era Tom un dragone valente (Tobia)
- Recitativo - Io ve l'ho detto
- Terzetto - In un momento (Daniele, Tobia, Effy)
- Recitativo - Il consiglio di guerra è sciolto
- Recitativo e Duetto - Vieni, vieni: omai paventa! (Daniele, Oliviero)
- Finale II
  - Scena - Cielo, che vidi
  - Coro - Corriamo all'armi
  - Pezzo concertato - Per secondar l'intrepido
  - Stretta del Finale II - È il cannone!... è il cannone

### Atto Terzo
- Coro d'introduzione e Recitativo - Onore! onore! onor
- Duetto - Va benone... sì signore (Daniele, Tobia)
- Recitativo - Datemi, o valoroso
- Pezzo concertato - Fra tre ore partirete
- Recitativo - Per la mia patria anch'io
- Recitativo e Duetto - La vedremo... la vedremo (Effy, Anna)
- Coro - Avete saputo la nuova ventura?
- Scena ed Aria finale - Deh! ch'ei non sia la vittima (Effy)